# Ptyelus fingens
Ptyelus fingens är en insektsart som beskrevs av Walker 1851. Ptyelus fingens ingår i släktet Ptyelus och familjen spottstritar. Inga underarter finns listade i Catalogue of Life.